# Segunda Manzana de Chincua
Segunda Manzana de Chincua är en ort i Mexiko.   Den ligger i kommunen Senguio och delstaten Michoacán de Ocampo, i den södra delen av landet, 130 km väster om huvudstaden Mexico City. Segunda Manzana de Chincua ligger 2 494 meter över havet och antalet invånare är 647.
Terrängen runt Segunda Manzana de Chincua är lite bergig. Runt Segunda Manzana de Chincua är det ganska tätbefolkat, med 192 invånare per kvadratkilometer. Närmaste större samhälle är Maravatío, 19,6 km nordväst om Segunda Manzana de Chincua. I omgivningarna runt Segunda Manzana de Chincua växer huvudsakligen savannskog.